# Przełęcz między Kopami
Przełęcz między Kopami lub Karczmisko – znajdująca się na wysokości 1499 m n.p.m. przełęcz pomiędzy Wielką Kopą Królową (1531 m) a Małą Kopą Królową (1577 m) w Tatrach Zachodnich.

## Topografia
Znajduje się na niej skrzyżowanie szlaków prowadzących z Kuźnic w stronę Doliny Gąsienicowej (szlak niebieski przez Boczań i Skupniów Upłaz oraz szlak żółty przez dolinę Jaworzynkę). W południowym kierunku za przełęczą rozpościera się duży i płaski, porośnięty trawiastą roślinnością, teren zwany Królową Równią. W zachodnim kierunku do doliny Jaworzynki opada spod przełęczy Długi Żleb Kilkanaście metrów w południowo-zachodnim kierunku poniżej siodła przełęczy wyrasta grzęda oddzielająca Długi Żleb od jego odnogi – Żlebu Wściekłych Węży. W tej zarośniętej kosodrzewiną grzędzie znajduje się kilka wapiennych skałek.

## Opis przełęczy
Jest to szerokie, trawiaste siodło. Rejon przełęczy jest trawiasty i zbudowany z miękkich skał węglanowych. Ciekawa flora roślin wapieniolubnych. Stwierdzono tutaj występowanie m.in. goryczuszki lodnikowej – bardzo rzadkiej rośliny, w Polsce występującej tylko w Tatrach i to w nielicznych tylko miejscach (ok. 10 w całych polskich Tatrach) – oraz również rzadkiego przymiotna węgierskiego.
Pochodzenie nazwy Karczmisko nie jest znane. Być może nazwa pochodzi od stojącego tutaj dawniej baraku górniczego. Przez Przełęcz między Kopami w XIX wieku prowadziła wygodna droga, którą zwożono rudę żelaza z bani na Kopie Magury do Kuźnic. Karczmy tutaj nigdy nie było, zawsze jednak było to miejsce, na którym odpoczywali pasterze, górnicy i turyści. Z przełęczy rozpościera się widok na masyw Giewontu oraz na skaliste urwiska Nosala. Z myślą o turystach, którzy zwykle tutaj urządzają postój, na przełęczy ustawiono kilka ławek.
W rejonie przełęczy znaleziono grzyba lejkówę dębikową i do 2024 r. jest to jedyne znane stanowisko tego gatunku w Polsce.

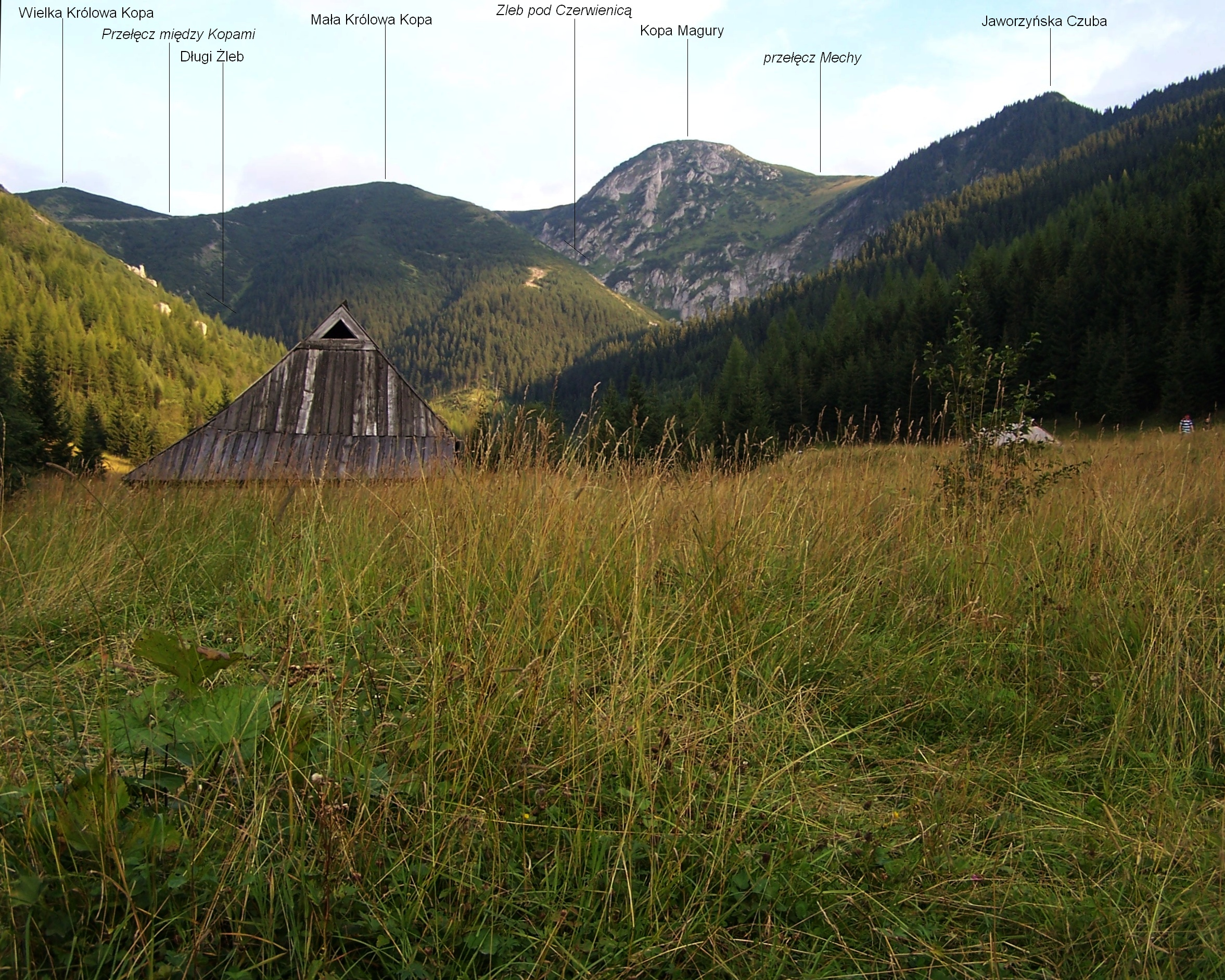
Widok z doliny Jaworzynki
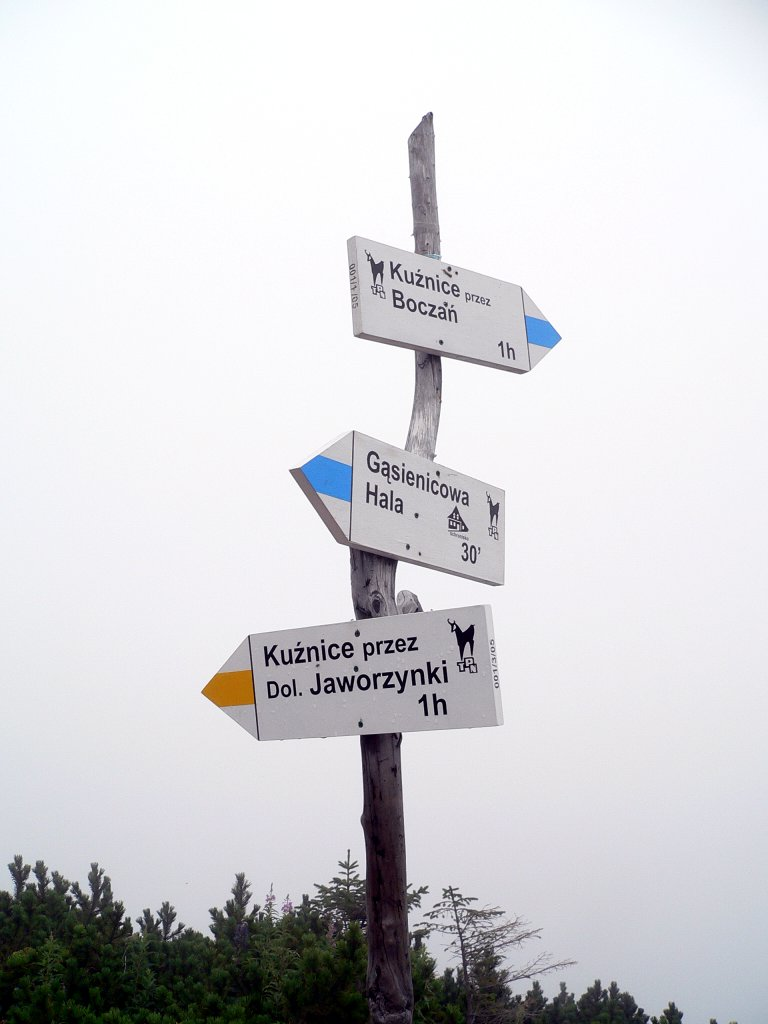
Tabliczki turystyczne
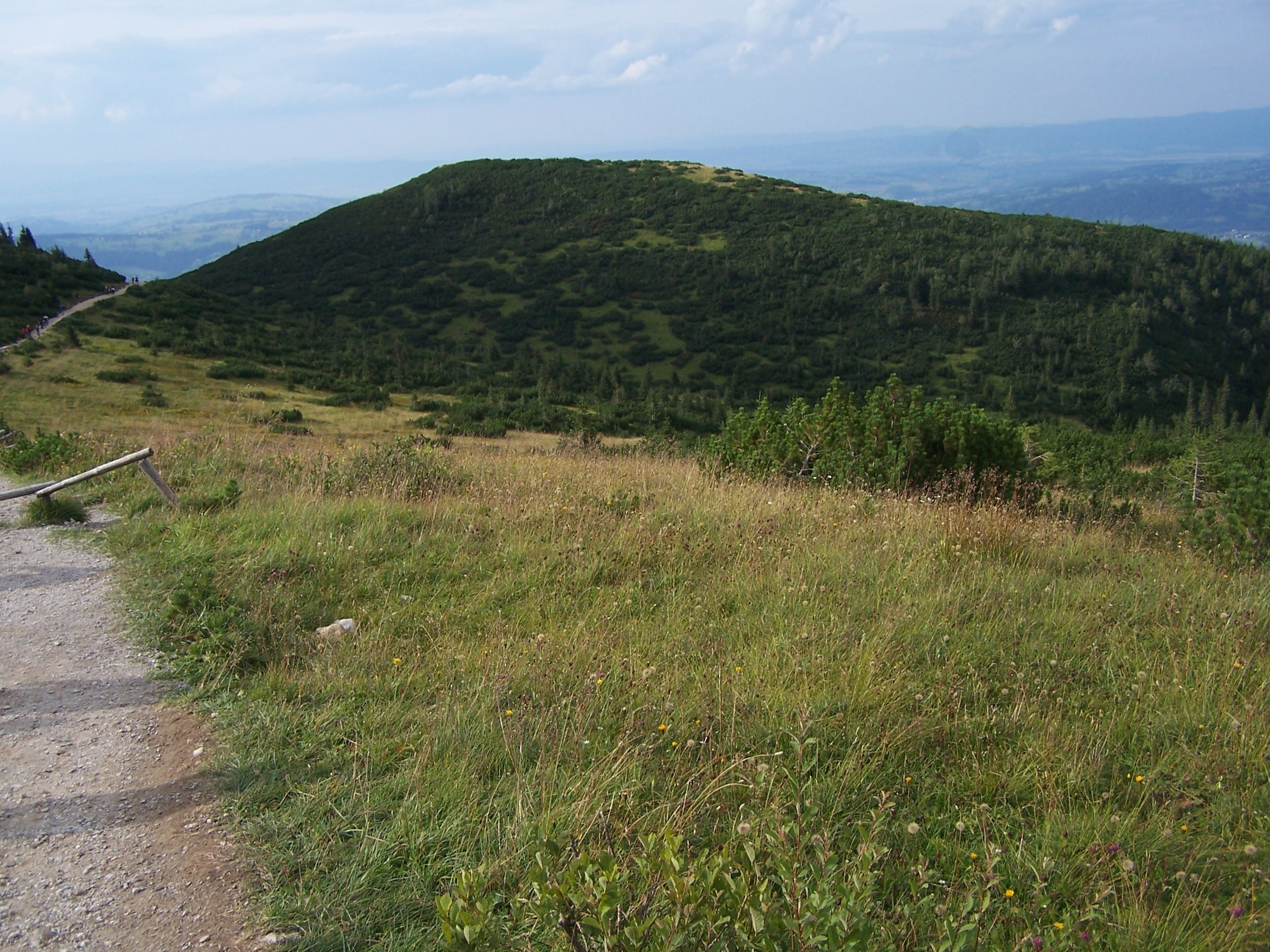
Przełęcz po lewej stronie
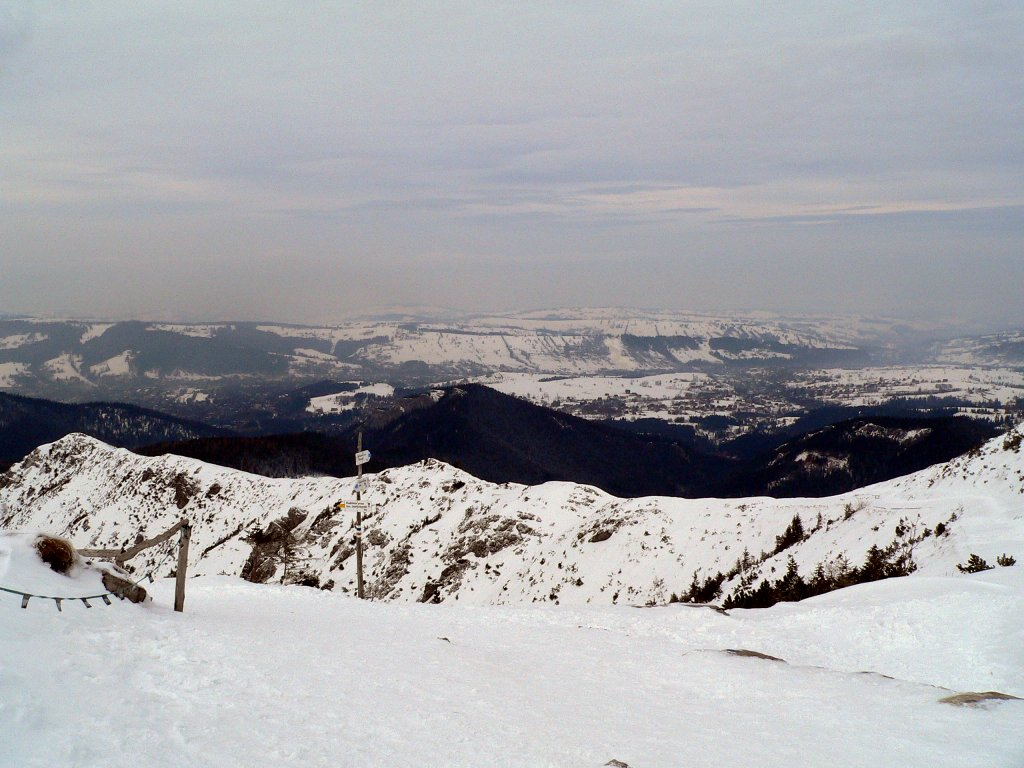
Przełęcz zimą

## Szlaki turystyczne
– niebieski: Kuźnice – Boczań – Skupniów Upłaz – Przełęcz między Kopami – „Murowaniec”.
- Czas przejścia z Kuźnic na przełęcz: 1:40 h, ↓ 1:10 h
- Czas przejścia z przełęczy do „Murowańca”: 20 min, z powrotem 25 min

 – żółty: Kuźnice – dolina Jaworzynka – Przełęcz między Kopami. Czas przejścia: 1:30 h, ↓ 1:00 h